# Хара Терукі
Хара Терукі (яп. 原 輝綺; нар. 30 липня 1998) — японський футболіст, що грав на позиції півзахисника.

## Клубна кар'єра
Протягом 2017–2018 років грав за команду «Альбірекс Ніїгата». З 2019 року захищає кольори «Саган Тосу».

## Кар'єра в збірній
З 2017 року залучався до складу молодіжної збірної Японії, з якою брав участь у молодіжних чемпіонатах світу 2017.
Дебютував 2019 року в офіційних матчах у складі національної збірної Японії.

## Статистика виступів
| Збірна Японії | Збірна Японії | Збірна Японії |
| Рік           | Матчі         | Голи          |
| ------------- | ------------- | ------------- |
| 2019          | 1             | 0             |
| Загалом       | 1             | 0             |

## Титули і досягнення
- Переможець Юнацького (U-19) кубка Азії: 2016
- Срібний призер Азійських ігор: 2018